# Collectio Avellana
Collectio Avellana (Авелланская коллекция) — собрание из 243 папских и императорских документов, охватывающая период начиная с раскола, вызванного избранием антипапы Урсина в 366 году, до 553 года.

## Состав коллекции
Состав коллекции достаточно уникален — из 243 документов более 200 нигде более не встречаются. Можно выделить следующие группы документов:
- c 1 по 40 относятся к «двойным» выборам Урсина и Дамасия в 366/67 году и Бонифация I и Евлалия в 418/19. Согласно современным представлениям, эти документы были включены в коллекцию из городской префектуры Рима незадолго до 500 года сторонниками антипапы Лаврентия;
- с 41 по 50 относятся к африканским делам;
- 5 писем папы Льва I;
- большая группа документов, относящихся к акакианской схизме;
- с 105 по 243 включает письма папы Гормизда 515—521 годов;
- несколько писем вне хронологического порядка.

## История изучения
Своё название сборник получил от исследователей XVIII века братьев Баллерини, обнаруживших содержащий его манускрипт XI века в библиотеке Святого Ромуальда в монастыре Фонте Авеллана. В 1880-х годах Пауль Эвальд обнаружил более раннюю рукопись в аббатстве Нонантолы. По мнению Эвальда, именно обнаруженная им рукопись является исходной по отношению к рукописи Баллерини. Дальнейшее изучение Avellana связано с именем Отто Гюнтера, который проанализировал текст и подготовил его новое издание.
Гюнтер подтвердил ставшую к тому времени традиционной датировку собрания серединой VI века, вскоре после хронологически последнего послания лат. Constitutum de tribus capitulis папы Вигилия императору Юстиниану I в 553 году, входящего в сборник под номером 83.
Существуют различные теории относительно структуры сборника. Фридрих Маассен считал его достаточно беспорядочным и считал состоящим из шести частей, тогда как Гюнтер выделял только пять.